# Rodolfo Cogliatti
Rodolfo Cogliatti (* 1976 in Petrópolis) ist ein brasilianischer Komponist und Musikpädagoge.
Der Sohn italienischer Einwanderer trat im Alter von dreizehn Jahren in den Chor Marco Aurelio Xaviers ein, bei dem er Gesangs- und Klavierunterricht und Unterricht in Musiktheorie nahm. Er gehörte dem Chor sechs Jahre lang als Sänger und Solist an und nahm in der Zeit an einer großen Anzahl von Konzerten, u. a. mit dem Orquestra Sinfonica Brasileira, teil.
Am Conservatório Brasileiro de Música studierte er italienische Oper und Belcanto bei Haydèe Barretto. Ab 1993 studierte er Kontrapunkt, Fuge und Orchestration bei dem Komponisten und Lehrer an der Universidade Federal do Rio de Janeiro, Sergio di Sabbato. 
Seit 1994 unterrichtet Cogliatti selbst Gesang, Klavier und Musiktheorie und tritt als Pianist und Chorleiter auf. Er komponierte Chormusik, Kammermusikwerke, Klavierstücke und Orgelwerke und forscht auf dem Gebiet der alten Sakralmusik aus Brasilien und Portugal.

## Werke
- 9 Variationen für Klavier
- Regina caeli für achtstimmigen Chor
- Prelúdio para a Ascenção da Virgem Maria für Orgel
- Fantasia für zwei Harfen
- Tota pulchra für gemischten Chor